# Eligiusz Maleszewski
Eligiusz Maleszewski (ur. 1834, zm. 1893) – polski artysta fotograf, heliominiaturzysta, malarz.

## Życiorys
Eligiusz Maleszewski ukończył Szkołę Sztuk Pięknych w Warszawie. Związany z warszawskim środowiskiem fotograficznym – tam tworzył i fotografował, był znany pod pseudonimem Eli. Był pionierem fotografii artystycznej w Warszawie. Miejsce szczególne w jego twórczości zajmowała fotografia portretowa – w dużej części powstająca w technice heliominiatury (fotografia barwiona specjalną techniką), głównie na płytach z kości słoniowej oraz porcelany.
Eligiusz Maleszewski uczestniczył w wielu krajowych i międzynarodowych wystawach (salonach) fotograficznych (m.in. w Wielkiej Wystawie Powszechnej w Wiedniu – 1873, w Wielkiej Wystawie Powszechnej w Filadelfii – 1876, w Wielkiej Wystawie Powszechnej w Paryżu – 1878, w II Wystawie Fotografii Zawodowej w Warszawie – 1881). Jego prace (wykonywane głównie w technice heliominiatury) wiele razy wyróżniano akceptacjami, nagrodami i wyróżnieniami w kraju i za granicą (m.in. zdobyły nagrodę na Wielkiej Wystawie Powszechnej w Paryżu – 1878, w dziale Sztuki Piękne).
Eligiusz Maleszewski był portrecistą (heliominiaturzystą) wielokrotnie nagradzanym na wystawach światowych.